# Prasinocyma oxybeles
Prasinocyma oxybeles là một loài bướm đêm trong họ Geometridae.